# کاخ خسرو
کاخ خسرو یا قصر شیرین (که با نام دو بنای ساسانی در فهرست آثار ملی ایران به ثبت رسیده‌است) بنایی مربوط به دوره ساسانیان است که در قصر شیرین، درون شهر واقع شده و این اثر در تاریخ ۲۴ شهریور ۱۳۱۰ با شمارهٔ ثبت ۳۲ به‌عنوان یکی از آثار ملی ایران به ثبت رسیده‌است.
کاخ خسرو یک بنای زیبا در نخلستان‌های قصر شیرین است که خسرو پرویز آن را برای همسرش شیرین ساخته بود. قسمت شرقی این کاخ یه تالار مستطیل شکل وجود داشت که سقفش به وسیله طاق‌های آجری پوشیده شده بود. در قسمت انتهایی آن هم یه اتاق گنبدی شکل وجود داشته. این کاخ در باغ وسیعی ساخته شده که آب فراوانی از رودخانه الوند بدان وارد می‌شده است. امروز از این کاخ تنها ویرانه‌ای از آن به جا مانده‌است. 
با وجود انجام کاوش‌های باستان‌شناختی تاکنون تنها حدود ۴۰ درصد از بنای تاریخی عمارت خسرو از زیر خاک بیرون آمده‌است.

## مشخصات و ویژگی‌های کاخ خسرو

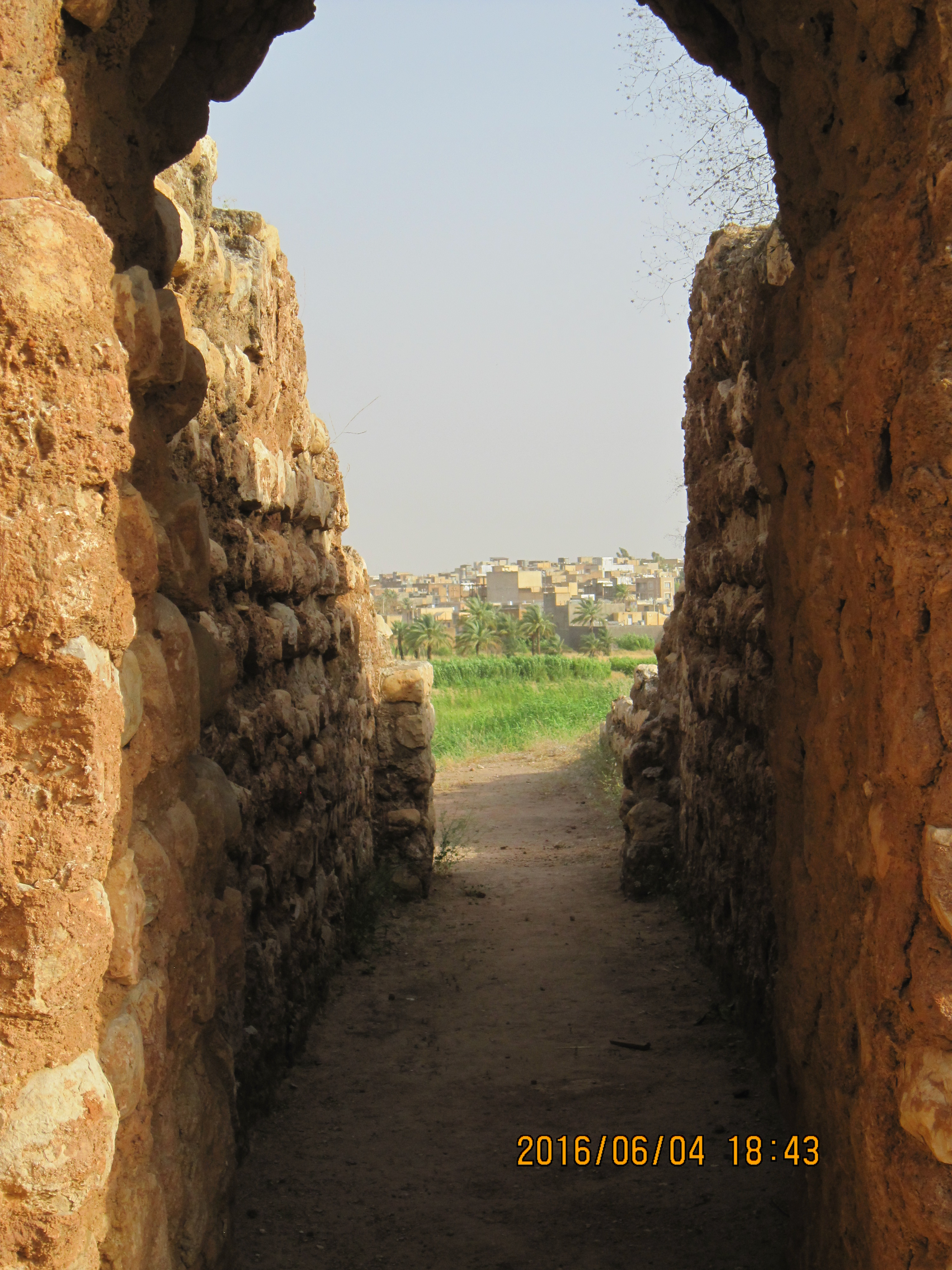

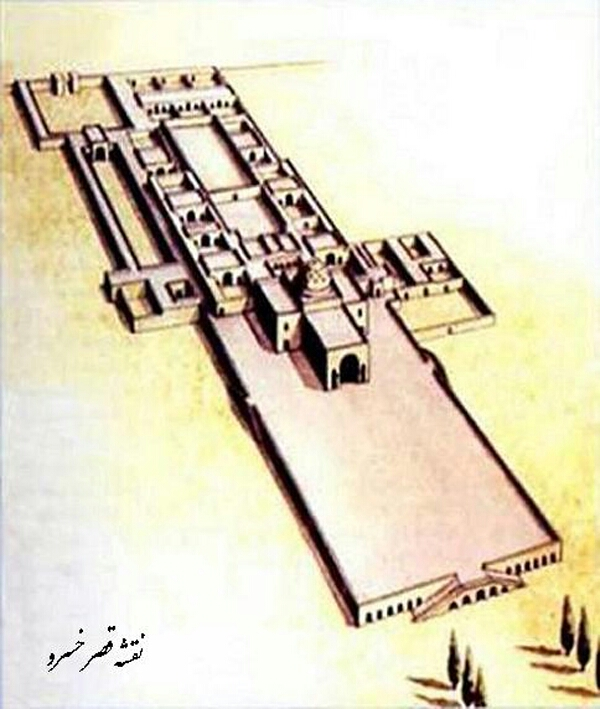
نقشه بازسازی شده از کاخ خسروشیرین

سرپرسی سایکس در کتاب تاریخ ایران در مورد کاخ خسرو آمده:
«عمارت خسرو یا کاخ خسرو در قصرشیرین در سمت غربی دامنه‌های زاگرس واقع و تاریخش از آغاز سده هفتم میلادی است. کاخ نامبرده در پارکی که محیط آن شش هزار متر می‌باشد بنا شده‌است. در بعضی جاها ایوانش هنوز نمودار است و آن شش متر و نیم ارتفاع دارد. در این نزهتگاه وسیع امروزه به جز ریشه‌های درختان خرما و انار چیز دیگر دیده نمی‌شود؛ ولیکن نویسندگان عرب شرح زیباییهای این باغ و شماره جانوران نادر و کمیابی را که در آن آزاد می‌گشتند را به تفضیل نوشته‌اند.
این کاخ مجلل که شعاع برکه آب مصنوعی جلو آن چشمها را خیره می‌نمود در طول شرقی و غربی بنا شده و دارای ۳۴۲ متر طول و در عریض‌ترین نقطه دارای ۱۷۸ متر عرض بوده‌است. در سمت شرقی عمارت پلکانی دو ردیف وجود دارد که منتهی به ایوانی می‌شد که ۹۹ متر پهنا داشته‌است. در این ایوان اتاقهای مسقف طاقی چندی قرار داشته که سه طاق آن مدخل یک دهلیز طویل را تشکیل می‌دادند و اتاقهای متعدد دیگر هم به این دهلیز راه داشته‌اند. مدخل اصلی این عمارت از همان پلکان فوق و از وسط ایوان به یک سرازیری می‌گذشت که با ۲۴ ستون آرایش یافته بود و از آنجا به عمارت خصوصی شاهنشاه داخل می‌شدند. اولین تالار بزرگ و وسیع این کاخ به سه راهرو تقسیم شده و منتهی به اتاق مربع شکلی می‌شده‌است و بعد از آنجا به اتاقهای دیگری داخل می‌شدند و ایوان مسقفی نیز در مرکز حیاط دیده می‌شود. اتاقهای پادشاه (نظیر آنچه در تخت جمشید است) دارای سقف چوبی است بر خلاف اتاقهای دیگر که عمدتاً طاقی بودند. مصالح و موادی که در این ساختمان بکار رفته‌اند از سنگ‌های آهکی کاخ هنی فشی پست‌تر می‌باشد. ستونها از آجر تراش و با گچ اندود شده و در این قسمت هم با مواد کاخهای مجلل هنی فشی تفاوت کلی دارد.»

## سایت‌موزه
در آذر ۱۴۰۱ مدیرکل میراث فرهنگی، صنایع دستی و گردشگری استان کرمانشاه از برنامه‌ریزی برای تبدیل معبد آناهیتا به سایت‌موزه خبر داد.

## محل قرارگیری
کاخ خسرو در مکانی واقع شده که از هر طرف با زمین‌های کشاورزی احاطه شده‌است. به همین دلیل دسترسی بدان با دشواری همراه بود. در حال حاضر دسترسی به کاخ خسرو از مسیر جادأ کمربندی قصر شیرین امکان‌پذیر است و امکان دسترسی بدان از طرف شهر وجود ندارد. در بهمن ۱۴۰۱ رئیس میراث فرهنگی قصرشیرین اعلام کرد که با تملک و آزادسازی زمین‌های کشاورزی در ضلع شرقی کاخ خسرو،‌امکان دسترسی بدان از طرف شهر نیز فراهم خواهد شد.

## کاوش
تاکنون ۶ فصل کاوش در کاخ خسرو انجام گرفته که در نتیجۀ آن ۴۰ درصد از ساختمان کاخ شامل سالن انتظار کاخ، تالار ورودی و ایوان داخلی از خاک بیرون کشیده شده‌است. در بهمن ۱۴۰۱ رئیس میراث فرهنگی قصرشیرین از آغاز فصل هفتم کاوش‌ها در در ضلع غربی کاخ خسرو و محل پلکان‌ها و اتاقک‌ها در سال ۱۴۰۲ خبر داد.

## نگارخانه

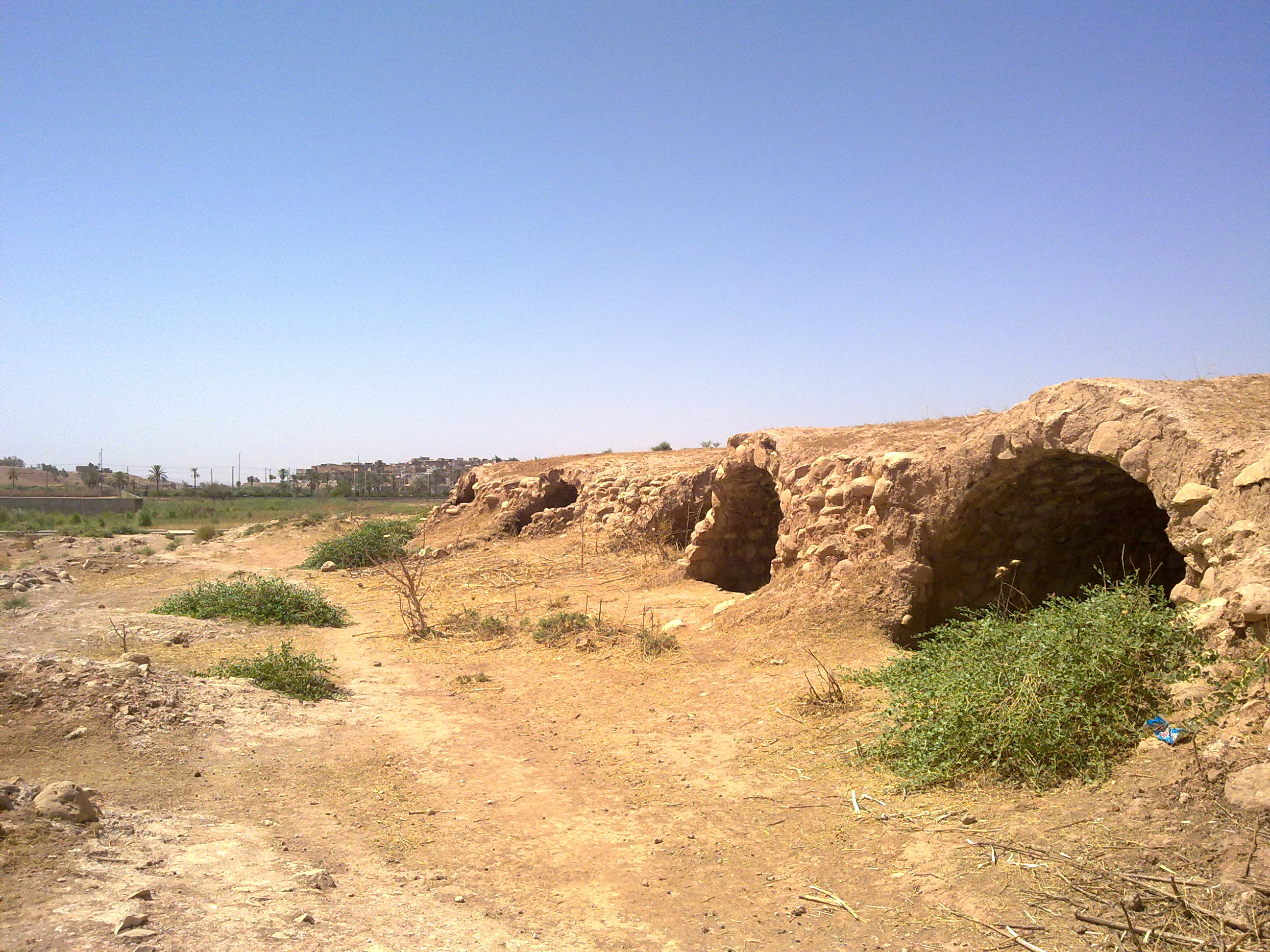
بقایای کاخ خسرو در قصرشیرین، ۲۰۱۴
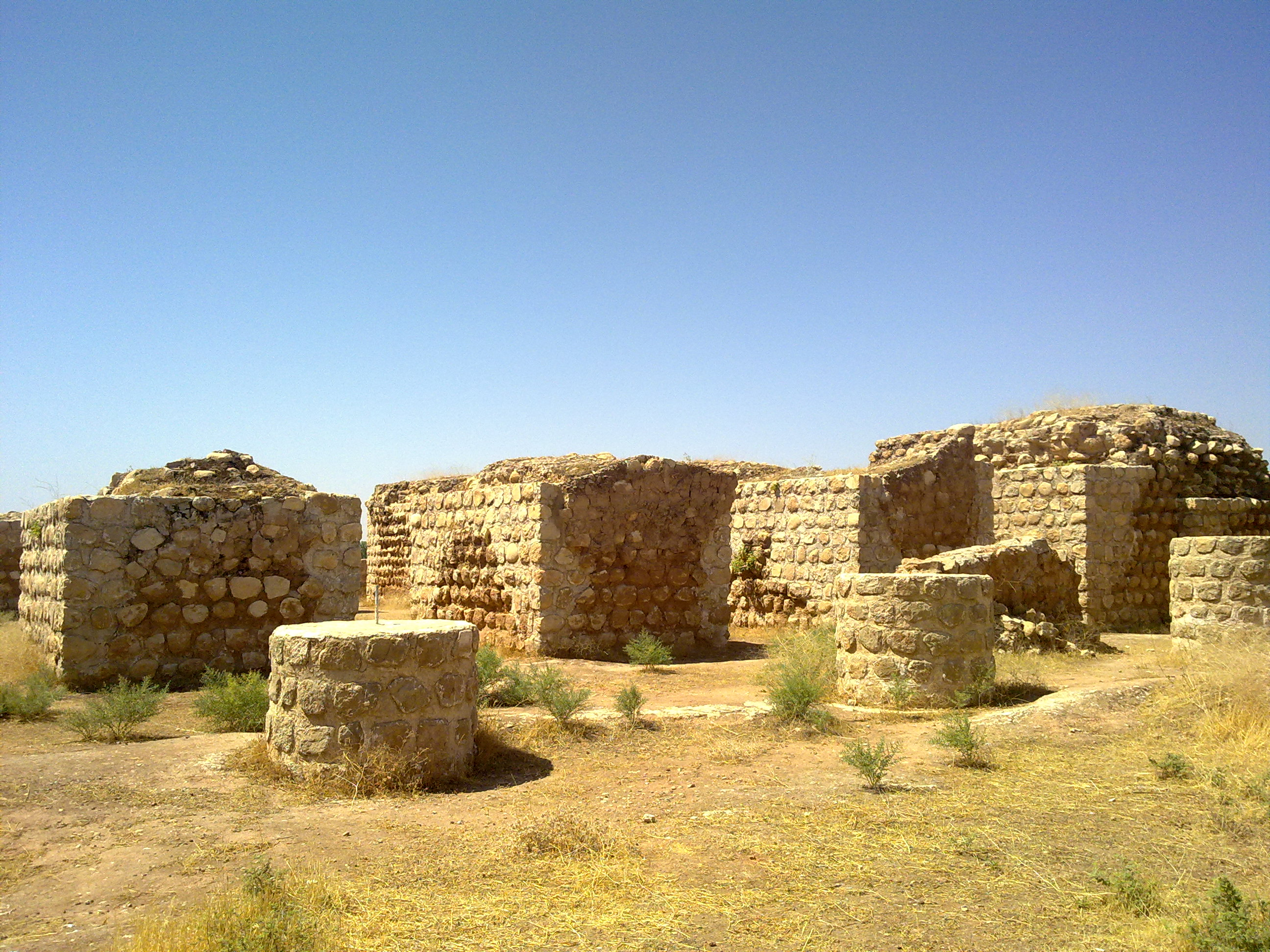
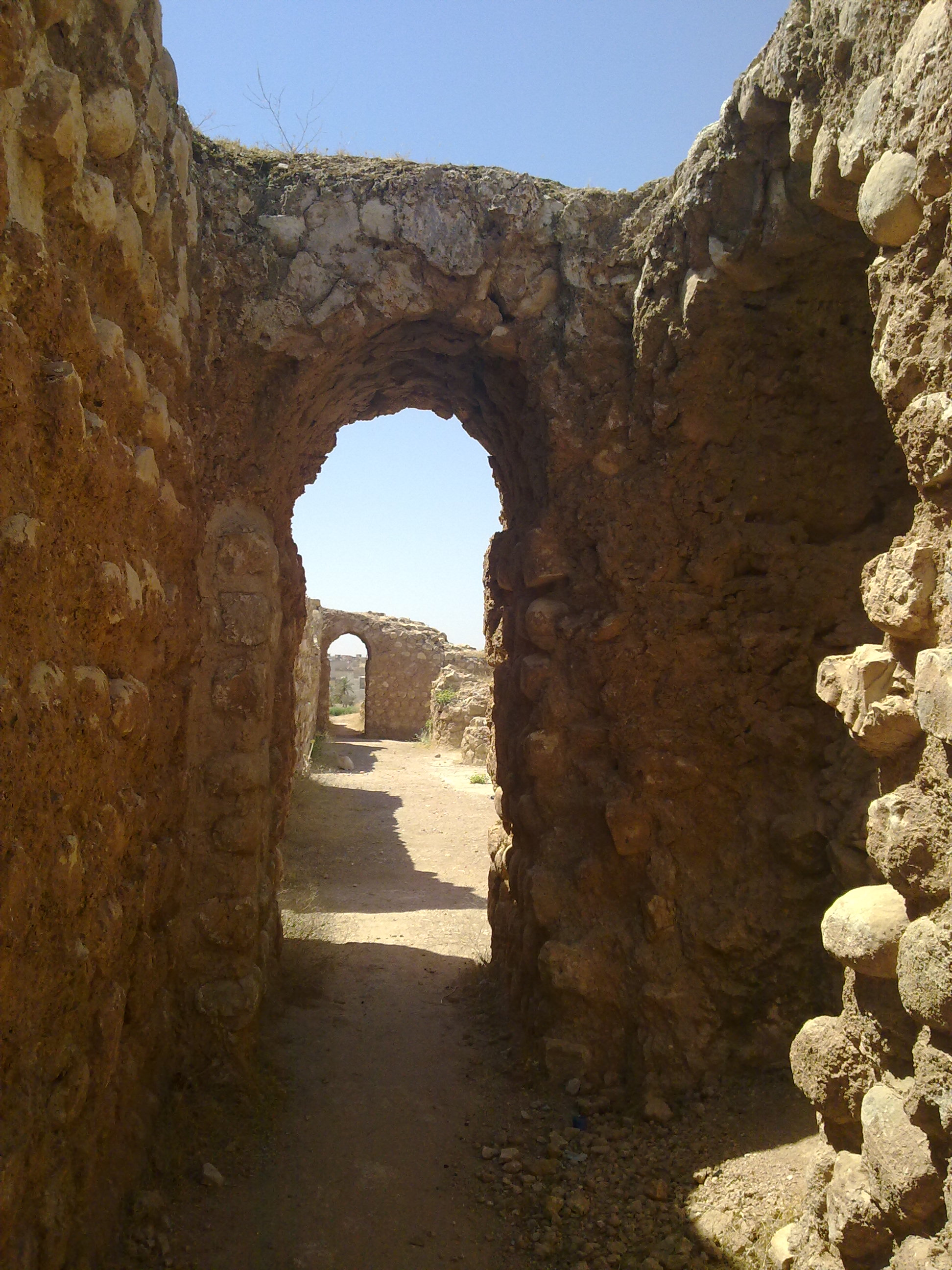
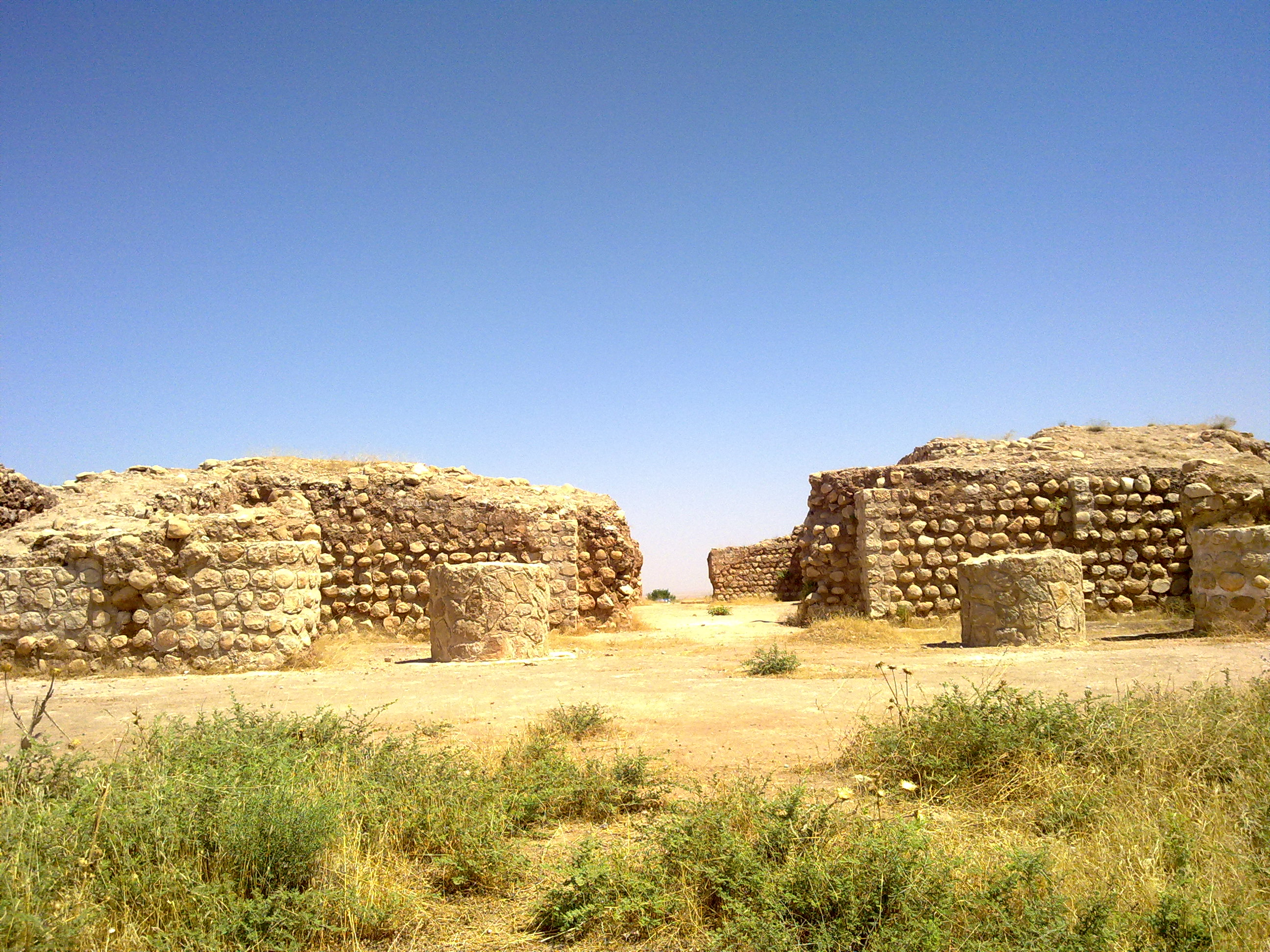